# Tonolli
Tonolli är en sjö i Antarktis. Den ligger i Östantarktis. Nya Zeeland gör anspråk på området. Tonolli ligger 70 meter över havet.
I övrigt finns följande vid Tonolli:
- Gardo (en sjö)